# Jazz (Zug)
Die Baureihen ETR.324, ETR.425 und ETR.526 (bei der italienischen Staatsbahn Trenitalia als Jazz bezeichnet) sind elektrische Triebzüge, die auf der Plattform des Alstom Coradia Meridian beruhen. Die Züge kommen bei der Trenitalia und dem Bahnunternehmen Trenord zum Einsatz. Die einzelnen Baureihen sind im Wesentlichen baugleich und unterscheiden sich lediglich in ihrer Länge.

## Beschreibung
Der Jazz ist Nachfolger der FS ALe 501 und FS ALn 501 Minuetto, einer Nahverkehrstriebzugbauart, die in hoher Stückzahl für die Trenitalia und weitere italienische Eisenbahnverkehrsunternehmen gebaut wurde. Auch die später entwickelte Baureihe ETR.245 für die Trenord, die ausschließlich auf dem Malpensa Express eingesetzt wird, ist stark mit dem Jazz verwandt.
Die Produktion der Jazz endete im Juli 2019 mit der Auslieferung des 136. Triebzuges für die Trenitalia. Nachfolger ist der Alstom Coradia Stream. Wie die Vorgängerbaureihen wurden die Jazz von Alstom an den Standorten Savigliano, Sesto San Giovanni und Bologna gebaut.

## Technik, Ausführungen und Ausstattung
Die drei Baureihen unterscheiden sich in ihrer Anzahl an Wagen und sind beim
- ETR.324 vierteilig
- ETR.425 fünfteilig
- ETR.526 sechsteilig

aufgeführt.
Die Züge werden für den Regional-, S-Bahn- bzw. Flughafenverkehr eingesetzt, dementsprechend gibt es diverse Ausstattungsvarianten mit mehr oder weniger Sitzplätzen, bzw. größerer Stauraum für Reisegepäck.
Die Triebzüge sind nicht ohne Hilfsmittel trennbare Gelenkeinheiten, die Gelenke stützen sich auf Jakobsdrehgestellen ab. Triebdrehgestelle sind nur die Enddrehgestelle an den Führerstandsenden. Die Enden der Einheiten sind mit Scharfenbergkupplungen ausgerüstet, die mit Kontaktaufsätzen versehen sind.
Die Einstiegsbereiche sind niederflurig gehalten und verfügen über einen Mehrzweckbereich für mobilitätseingeschränkte Fahrgäste, Fahrradstellplätze und einem behindertengerechten WC. Über den Jakobsdrehgestellen ist der Mittelgang um eine Stufe angehoben, die Sitzgruppen in diesem Bereich sind über eine weitere Stufe erreichbar. Zu den Räumen über den Triebdrehgestellen an den Enden einer Einheit führen vom benachbarten Einstiegsraum drei Stufen. Alle Außentüren sind mit einer ausfahrbaren Spaltüberbrückung versehen. Der Fahrgastraum ist mit einer Videoüberwachungsanlage ausgestattet, die Fahrgastinformation erfolgt visuell über Monitore, die im Wechsel Fahrtverlauf, nächsten Halt und Livebilder der Innenraums anzeigen. Der Fahrgastraum ist im aktuellen Trenitalia-Farbschema dunkelblau/orange/grau gehalten, die Beleuchtung erfolgt durch LEDs. Alle Sitzplätze verfügen über 230-Volt-Steckdosen.

## Besonderheiten der Baureihe ETR.526

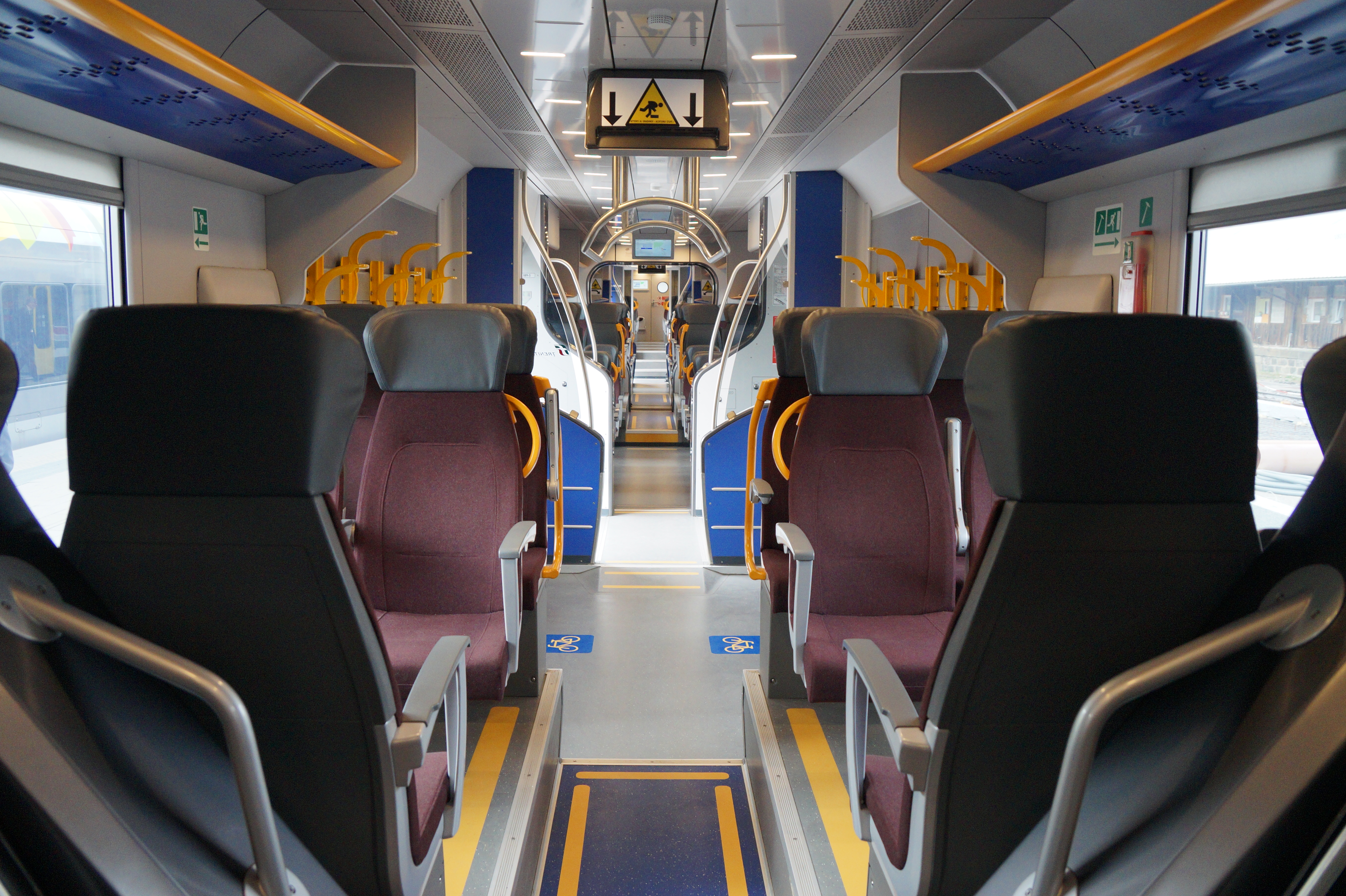
Fahrgastraum der Baureihe ER.526

Für die Autonome Provinz Trient wurde eine sechsteilige Version des Coradia Meridian beschafft, die als Baureihe ETR.526 bezeichnet wird. Der Markenname Jazz kommt bei diesen Zügen nicht zur Anwendung, obwohl sie von der Trenitalia betrieben werden. Äußerlich sind die Fahrzeuge durch ihre abweichende weiß-bordeauxfarbenen Lackierung der Provinz Trient erkennbar. Die Sitze im Fahrgastraum sind statt der üblichen dunkelblauen Kunstleders mit hochwertigem bordeauxfarbenen Loden bezogen.

## Bilder

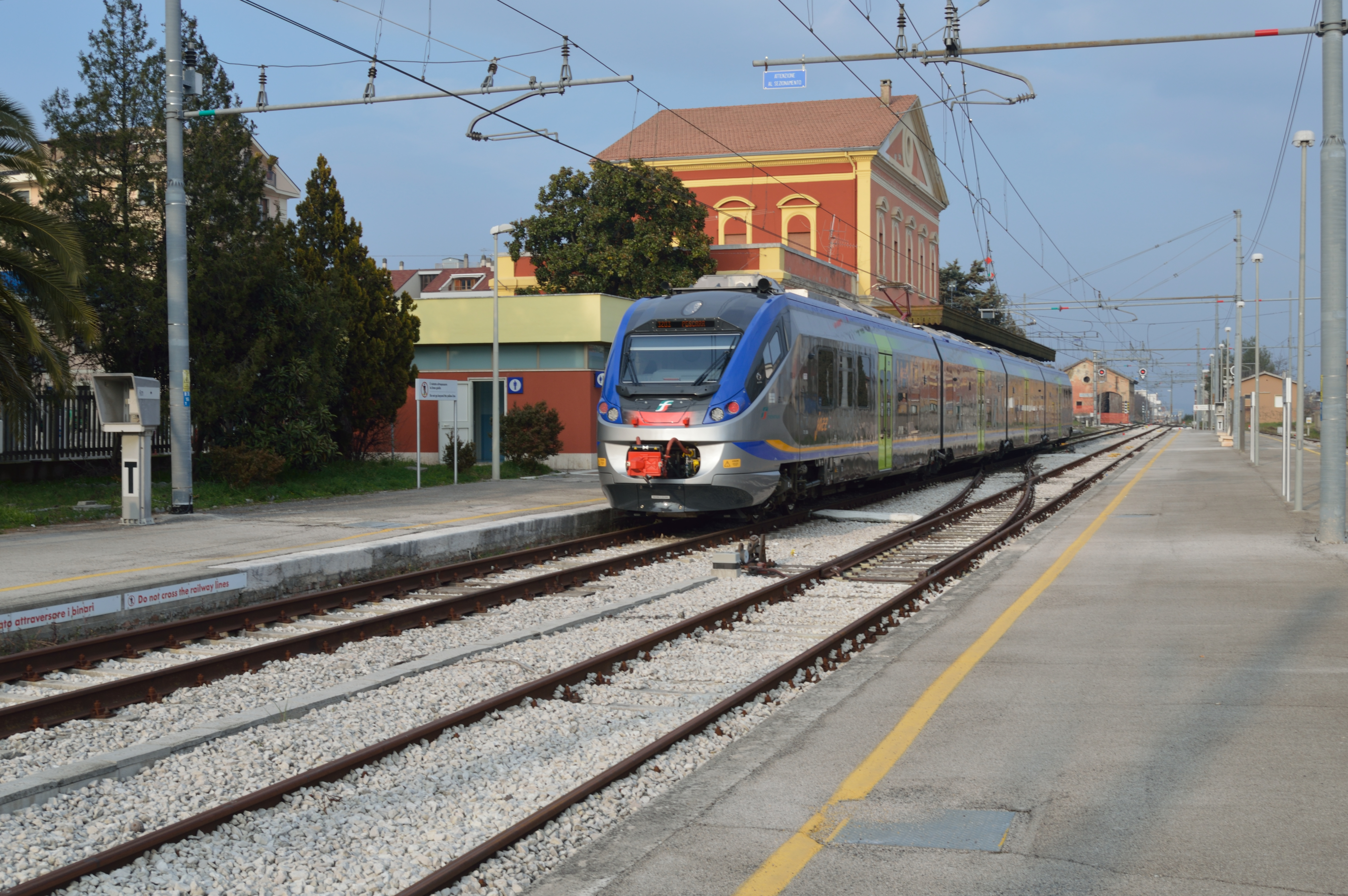
ETR.324 im Bahnhof Teramo
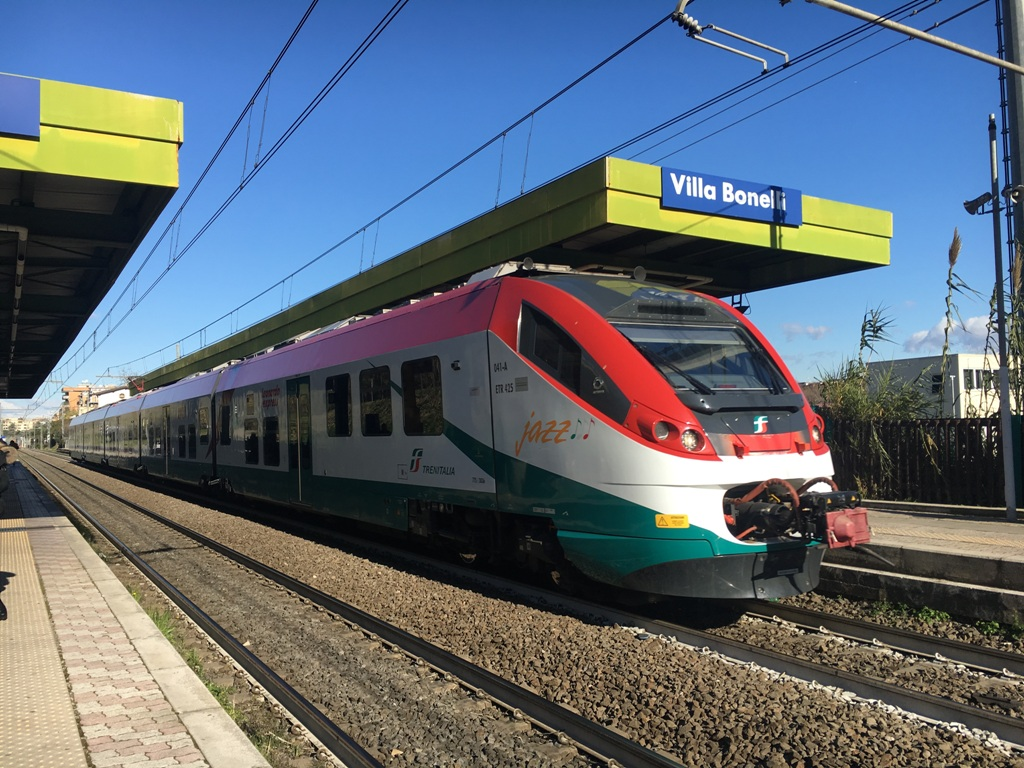
ETR.425 der Trenitalia in der Lackierung des Leonardo-Expresses
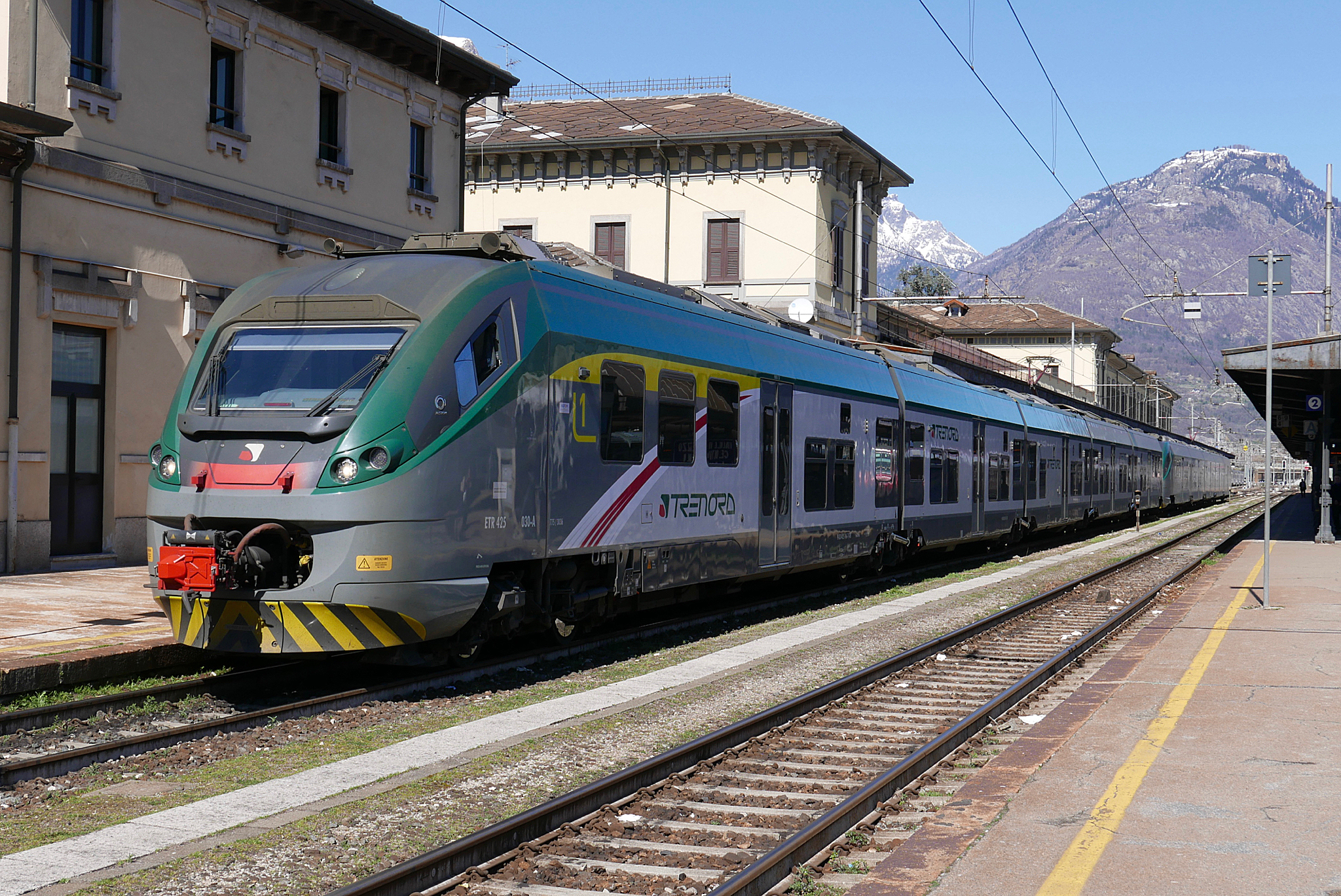
ETR.425 der Trenord in Domodossola
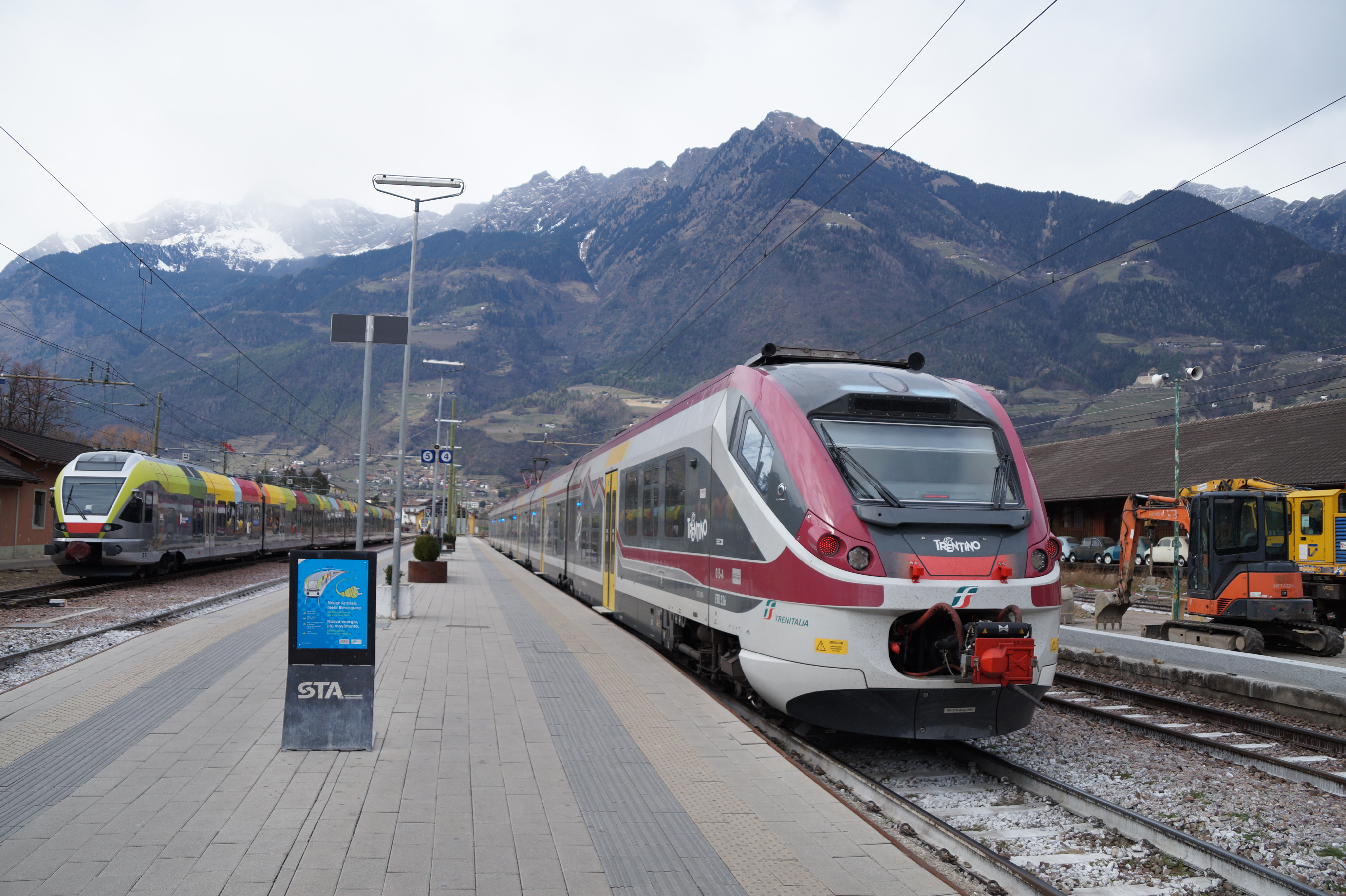
ETR.526 in der Lackierung der Provinz Trient im Bahnhof Meran